# Tour de Lombardie 2004
La 98e édition du Tour de Lombardie s'est déroulée le 16 octobre 2004. La course a été remportée par le coureur italien Damiano Cunego devant le Néerlandais Michael Boogerd et l'Italien Ivan Basso.
Cette course est la dernière épreuve de la coupe du monde de cyclisme sur route. En effet, cette compétition disparaît à la fin de la saison pour être remplacée par l'UCI ProTour en 2005.

## Récit de la course
Damiano Cunego essaie de partir d’un groupe d’une dizaine de coureurs dans la descente de la côte de Civiglio mais il est repris dans les pentes de la dernière ascension de la course, la côte de San Fermo della Battaglia. Lâché à la suite d’une accélération d’Ivan Basso, Cunego réussit dans la descente à revenir sur le groupe de tête qui outre Basso, comprend Michael Boogerd, Cadel Evans et Daniele Nardello. Au sprint, le jeune italien devance Boogerd et Basso.

## Classement final
|    | Coureur           | Pays      | Équipe                   |    | Temps           |
| -- | ----------------- | --------- | ------------------------ | -- | --------------- |
| 1  | Damiano Cunego    | Italie    | Saeco                    | en | 6 h 17 min 55 s |
| 2  | Michael Boogerd   | Pays-Bas  | Rabobank                 | +  | m.t.            |
| 3  | Ivan Basso        | Italie    | CSC                      |    | m.t.            |
| 4  | Cadel Evans       | Australie | T-Mobile                 |    | m.t.            |
| 5  | Daniele Nardello  | Italie    | T-Mobile                 |    | 2 s             |
| 6  | Marzio Bruseghin  | Italie    | Fassa Bortolo            |    | 17 s            |
| 7  | Eddy Mazzoleni    | Italie    | Saeco                    |    | 17 s            |
| 8  | Dario Frigo       | Italie    | Fassa Bortolo            |    | 17 s            |
| 9  | Franco Pellizotti | Italie    | Alessio-Bianchi          |    | 17 s            |
| 10 | Luca Mazzanti     | Italie    | Ceramica Panaria-Margres |    | 17 s            |